# اچ‌ان‌ال‌ام‌اس جاوه (۱۸۸۵)
اچ‌ان‌ال‌ام‌اس جاوه (۱۸۸۵) (به انگلیسی: HNLMS Java (1885)) یک کشتی است که طول آن ۲۰۵ فوت ۳ اینچ (۶۲٫۵۶ متر) می‌باشد. این کشتی در سال ۱۸۸۵ ساخته شد.